# 邢穆
邢穆（？—73年），字绥公，南阳郡（今河南省南阳市）人，东汉司徒。
邢穆曾任钜鹿郡（今河北省巨鹿县）太守。汉明帝永平十四年（71年）三月初三，司徒虞延自杀。明帝命令太常周泽代理司徒。不久，周泽又为太常。四月十六日，任命邢穆为司徒。永平十六年（73年），邢穆与淮阳王刘延同谋招奸谋反，五月廿五，下狱处死。